# Józef Gromek
Józef Gromek (ur. 20 kwietnia 1931 w Częstocicach, zm. 19 kwietnia 1985) – polski szachista.

## Życiorys
Studiował filozofię na Katolickim Uniwersytecie Lubelskim. W 1952 r. pierwszy raz wziął udział w półfinale mistrzostw Polski w Warszawie, gdzie zajął 4 miejsce. W latach 1954–1970 siedmiokrotnie awansował do finałów mistrzostw Polski. W 1955 r. we Wrocławiu zdobył tytuł mistrza kraju, co zapewniło mu miejsce w drużynie olimpijskiej na XII olimpiadę szachową w Moskwie. Bliski powtórzenia tego sukcesu był w 1959 r., dzieląc pierwsze miejsce w finale rozegranym w Łodzi (wspólnie ze Stefanem Witkowskim, jednak dogrywkę o mistrzowski tytuł przegrał i ostatecznie zdobył srebrny medal. Reprezentował Polskę na olimpiadzie szachowej w Moskwie w 1956 r., uzyskując na czwartej szachownicy 8 pkt w 14 partiach. Na przełomie 1962 i 1963 roku zwyciężył w kołowym turnieju w Lublinie, wyprzedzając m.in. Kazimierza Platera i Bogdana Śliwę.
Lubił ostre, kombinacyjne szachy, był mistrzem gry błyskawicznej. Zmarł na atak serca podczas partii szachów.
Według retrospektywnego systemu Chessmetrics, najwyżej sklasyfikowany był w styczniu 1956 r., zajmował wówczas 143. miejsce na świecie.